# Adiaphora
Il termine adiaphora (dal greco ἀδιάφορα, “cose indifferenti”) era un concetto usato dalla filosofia stoica per indicare cose che sono al di fuori dalla legge morale, cioè azioni che non sono né moralmente prescritte né moralmente proibite. Per lo scettico Pirrone, l’adiaforia è l’indifferenza rispetto alle cose, le quali risultano “indiscernibili” e dunque di fatto inesistenti (non potendosi distinguere il bene dal male, il vero dal falso, etc.).
Nella teologia cristiana questo termine si riferisce a questioni considerate non essenziali per la fede che possono essere o non essere praticate a seconda delle usanze e delle opportunità. Che cosa possa essere considerato adiaphora dipende dalla prospettiva teologica di riferimento.

## Adiaphora nello stoicismo
Gli stoici distinguevano tutti gli oggetti dell'agire umano in quattro categorie: virtù, sapienza, giustizia, temperanza e simili erano denominate “il bene”; i loro opposti “male”. Oltre a questi, però, vi sono molti altri oggetti della vita umana come ricchezza, fama, ecc. che, in sé stessi non sono né buoni né cattivi. Essi venivano così considerati occupare, nel campo dell'etica un territorio neutrale, ed erano denominati adiaphora. Questa distinzione equivaleva praticamente all'esclusione degli adiaphora dal campo della morale.

## Adiaphora nel Nuovo Testamento
L'apostolo Paolo ci fornisce esempi di adiaphora nella prima epistola ai Corinzi. Rispondendo alla questione che gli era stata proposta se fosse o non fosse permesso ai cristiani nutrirsi di carne offerta in sacrificio a idoli, Paolo replica: 
 Questo non vuol dire, però, secondo l'insegnamento dell'Apostolo che vi siano cose che possano essere considerate in sé stesse adiaphora, perché questo dipende dal contesto in cui ci si trova: se, infatti, qualcosa che per me è indifferente è di scandalo o, provocando qualcuno senza motivo, io lo offendo, io devo astenermene: 
 Gli adiaphora sono quindi moralmente accettabili o inaccettabili in base alla motivazione e al fine della persona che ne fa uso. In questo senso non esistono cose indifferenti.

## La controversia adiaforistica nel luteranesimo
La questione su che cosa possa o non possa costituire adiaphora diventa occasione di grande controversia durante la Riforma protestante. Nel 1548, due anni dopo la morte di Martin Lutero, l'imperatore Carlo V cerca di unire cattolici e protestanti nel suo regno con una legge chiamata l'Interim di Augusta. Questa legge viene respinta da Filippo Melantone, sulla base che essa non assicura la preservazione della giustificazione per fede come dottrina fondamentale. Più tardi Melantone è persuaso ad accettare un compromesso, conosciuto come l'Interim di Lipsia, il quale decide che le differenze dottrinali non connesse alla giustificazione per fede sono adiaphora, cioè questioni indifferenti. Il compromesso di Melantone, però, è respinto con forza da Mattia Flacio e dai suoi seguaci a Magdeburgo, i quali sostenevano che gli adiaphora cessano di essere tali se essi arrecano scandalo o pregiudicano la confessione di fede. Nel 1576 queste due opposte concezioni sono respinte dalla maggioranza dei luterani guidati da Martin Chemnitz e dai redattori della Formula di Concordia.
Nel 1577 è la Formula di Concordia che appiana la questione su che cosa possa essere considerato autentiche adiaphora, cioè.
La Confessione luterana di Augusta afferma che:

## Gli adiaphora nel culto puritano
La Confessione di fede di Westminster, scritta dai puritani e una fra le principali espressioni confessionali del calvinismo, fa una distinzione fra gli elementi e gli atti del culto (il culto propriamente detto) e quelle cose che possono considerarsi circostanziali. A differenza dalla posizione luterana che lascia libertà nell'espressione del culto ammettendo che possano essere introdotti elementi indifferenti basta che non siano proibiti dalle Sacre Scritture, la posizione calvinista dichiara che nel culto cristiano possa essere praticato solo quello che è esplicitamente comandato o legittimamente dedotto dall'insegnamento del Nuovo Testamento (questo è chiamato il “principio regolatore del culto”. Questioni indifferenti, però, sono le “circostanze” del culto (luogo, edificio, suppellettili, orario del culto):
“... rimangono questioni concernenti il culto che deve essere reso a Dio o il governo della Chiesa, - comuni alle azioni umane ed alla società - che possono essere regolate alla luce della natura e della cristiana discrezione, secondo i principi generali della Parola, i quali devono sempre essere osservati” (1:6)..»
Vi è stato e rimane un dibattito fra le chiese di ispirazione calvinista se l'uso di strumenti musicali e il canto di inni nel culto siano da considerarsi elementi o circostanze del culto. Alcune chiese cantano perciò solo Salmi e/o testi biblici senza accompagnamento musicale. L'uso di qualsivoglia immagini o di danze nel culto, ad esempio, è escluso da chi si attiene a questo principio.
La questione degli adiaphora fra i cristiani può essere così appianata rispettando il detto latino: In necessariis unitas, in dubiis libertas, in omnibus caritas (Unità nelle cose fondamentali, libertà dove c'è il dubbio, carità in tutto).